# Polybotrya lechleriana
Polybotrya lechleriana är en träjonväxtart som beskrevs av Georg Heinrich Mettenius. Polybotrya lechleriana ingår i släktet Polybotrya och familjen Dryopteridaceae. Inga underarter finns listade.